# 美伶
美伶（みれい、2000年4月28日 - ）は、日本の女性 キックボクサー、空手家。大阪府大阪市出身。
WARRIOR OSAKA所属。

## 戦績
| キックボクシング 戦績 | キックボクシング 戦績 | キックボクシング 戦績 | キックボクシング 戦績 | キックボクシング 戦績 | キックボクシング 戦績 | キックボクシング 戦績 |
| --------------------- | --------------------- | --------------------- | --------------------- | --------------------- | --------------------- | --------------------- |
| 5 試合                | (T)KO                 | 判定                  | その他                | 引き分け              | 無効試合              |                       |
| 4 勝                  | 1                     | 3                     | 0                     | 0                     | 0                     |                       |
| 1 敗                  | 0                     | 1                     | 0                     | 0                     | 0                     |                       |

| 勝敗 | 対戦相手                 | 試合結果           | 大会名                                                                            | 開催年月日     |
| ○    | Yuka☆                    | 2RKO               | Krush.161                                                                         | 2024年5月26日  |
| ○    | 真美                     | 3R終了判定3-0      | Krush.135                                                                         | 2022年3月26日  |
| ×    | 高梨knuckle美穂          | 3R終了+延長判定3-0 | K-1 WORLD GP 2021 JAPAN～スーパー・ウェルター級＆フェザー級ダブルタイトルマッチ～ | 2021年12月4日  |
| ○    | ケイト・ウィラサクレック | 判定3-0            | K-1 WORLD GP 2021 JAPAN ～K’FESTA.4 Day.2～                                       | 2021年3月28日  |
| ○    | 小澤 聡子                | 3R終了判定3-0      | krush.108                                                                         | 2019年11月16日 |

## 出演
Bigfumi 「太陽のような人でありたい」Music Video

## 獲得タイトル
- 第8回K-1アマチュア全日本大会 チャレンジBクラス 女子-50kg優勝
- 第28回K-1アマチュア チャレンジBクラス 女子-50kg優勝
- 2018年第1回ジャパンアスリートカップ（高校女子の部）　初代チャンピオン
- PETER AERTS SPIRIT KANSAI vol.2　優勝及び最優秀選手賞
- 第34回オープントーナメントウエイト制全日本空手道選手権大会一般女子軽量級の部準優勝。（極真会館）
- 第33回全日本空手道選手権大会一般女子クラス軽中量級準優勝。（白蓮）
- 第11回全日本ジュニア空手道選手権大会　中学生女子の部優勝。